# Янмурзино
Янму́рзино (рос. Янмурзино, чув. Янмурçин) — присілок у складі Красноармійського району Чувашії, Росія. Входить до складу Убеєвського сільського поселення.
Населення — 432 особи (2010; 410 у 2002).
Національний склад:
- чуваші — 99 %